# 30042 Schmude
30042 Schmude este o planetă minoră (asteroid), cu un diametru de 3,335 km, din centura de asteroizi. A fost descoperită pe 1 martie 2000 la Catalina Station⁠(d) de Catalina Sky Survey și a fost numită după Richard Schmude⁠(d). 
Obiectul prezintă o orbită caracterizată de o semiaxă mare de 2,3235086 UAi, o excentricitate de 0,0950735, o înclinație de 5,74258 ° în raport cu ecliptica.